# Дялу-Доштатулуй
Дялу-Доштатулуй (рум. Dealu Doștatului) — село у повіті Алба в Румунії. Входить до складу комуни Доштат.
Село розташоване на відстані 244 км на північний захід від Бухареста, 24 км на південний схід від Алба-Юлії, 92 км на південь від Клуж-Напоки, 140 км на захід від Брашова.

## Населення
За даними перепису населення 2002 року у селі проживали 20 осіб, усі — румуни. Усі жителі села рідною мовою назвали румунську.